# C'est quoi ce papy ?!
Série
C'est quoi cette mamie ?!
Pour plus de détails, voir Fiche technique et Distribution.
C'est quoi ce papy ?! est une comédie française réalisée par Gabriel Julien-Laferrière sorti en 2021. Il fait suite à C'est quoi cette famille ?! (2016) et C'est quoi cette mamie ?! (2019).

## Synopsis
Aurore, à la suite d'une mauvaise chute durant une soirée déjantée, est devenue amnésique. Ses petits enfants refusent de la placer en maison de retraite et se lancent dans une quête afin de retrouver un certain Gégé, qui pourrait être leur grand-père. Mais le Gégé en question, un ancien amour de jeunesse, ne correspond pas vraiment à l'idée qu'ils s'en faisaient. En plus Juliette (Chann Aglat) est enceinte,.

## Fiche technique
- Titre original : C'est quoi ce papy ?!
- Réalisation : Gabriel Julien-Laferrière
- Scénario : Gabriel Julien-Laferrière et Sébastien Mounier
- Photographie : Cyrill Renaud
- Montage : Thomas Beard
- Décors : Alain Veissier
- Costume : Noemie Veissier
- Musique : Frédéric Fortuny
- Producteur : Yves Darondeau et Emmanuel Priou
  - Coproducteur : Mikael Govciyan et Nathalie Toulza Madar
- Société de production : Bonne Pioche, TF1 Studio, M6 Films, UMedia et Rezo Productions
- Société de distribution : TF1 Studio et UGC Distribution
- Pays d'origine :  France
- Langue originale : français
- Format : couleur — 2,35:1
- Genre : comédie
- Durée : 103 minutes
- Dates de sortie :
  - France : 11 août 2021 (en salles)

## Distribution
- Chantal Ladesou : Aurore, la mère de Sophie et Agnès, et la grand-mère de Bastien, Bianca, Clara, Gulliver, Léopoldine et Juliette
- Patrick Chesnais : Gégé, l'amour de jeunesse d'Aurore recherché par toute la famille

- Julie Gayet : Sophie, la fille d'Aurore, la sœur d'Agnès, et la maman de Bastien, Bianca, Clara et Gulliver
- Thierry Neuvic : Philippe, le 1er mari de Sophie, et le papa de Bastien, Bianca et Oscar
- Nino Kirtadzé : Madeleine, l'ex-femme de Philippe, et la maman d'Oscar
- Philippe Katerine : Claude, le 2e mari de Sophie, et le papa de Clara, 3e mari d'Agnès, et père des jumelles[3].
- Lucien Jean-Baptiste : Hugo, le 3e mari de Sophie, et le papa de Gulliver et d'Eliott
- Claudia Tagbo : Babette, l'ex-femme d'Hugo, et la maman d'Eliott
- Julie Depardieu : Agnès, la fille d'Aurore, la sœur de Sophie, et la maman de Léopoldine, Juliette et des jumelles[3].
- Arié Elmaleh : Paul, le 1er mari d'Agnès, et le papa de Léopoldine
- Lilian Dugois : Oscar, le fils de Madeleine et Philippe
- Teïlo Azaïs : Bastien, le fils de Sophie et Philippe
- Violette Guillon : Clara, la fille de Sophie et Claude
- Sadio Diallo : Gulliver, le fils de Sophie et Hugo
- Benjamin Douba-Paris : Eliott, le fils de Babette et d'Hugo
- Luna Aglat : Léopoldine, la fille d'Agnès et de Paul[4]
- Chann Aglat : Juliette, la fille d'Agnès[4]
- Philippe Uchan : le médecin
- Ricky Tribord : l'infirmier